# Simplexvirus
Het simplexvirus is een geslacht van virussen met de volgende soorten:
- Ateline herpesvirus 1
- Bovine herpesvirus 2
- Cercopithecine herpesvirus 2
- Human herpesvirus 1
- Human herpesvirus 2
- Leporid herpesvirus 4
- Macacine herpesvirus 1
- Macropodid herpesvirus 1
- Macropodid herpesvirus 2
- Papiine herpesvirus 2
- Saimiriine herpesvirus 1